# سیمون کریستنسن
سیمون کریستنسن (دانمارکی: Simone Christensen؛ زادهٔ ۱۰ فوریهٔ ۱۹۹۴) دوچرخه‌سوار زن  اهل دانمارک است.
وی در مسابقات کشوری و بین‌المللی در مجموع برندهٔ ۱ مدال طلا، ۱ مدال نقره، ۳ مدال برنز شده‌است.